# Johannes Strömberg
Johannes Daniel Strömberg, född 27 april 1868, död 2 augusti 1916, var en svensk filosof och rektor.
Strömberg avlade mogenhetsexamen i Kalmar 1887 och studerade vid Lunds universitet fram till 1897 när blev filosofie doktor i filosofi. Detta år vara han även ordförande för Lunds studentkår. Därefter fortsatte han som docent fram till 1911.
Under studietiden ägnade sig åt privatundervisning och 1895 blev han lärare vid Lunds privata elementarskola. Strömberg var rektor för Lunds privata från 1898 fram till sin död. När Lunds privata elementarskola kommunaliserades 1968 bytte den namn till Strömbergskolan, ett namn som användes fram till 1986 när det i folkmun använda namnet Spyken antogs.

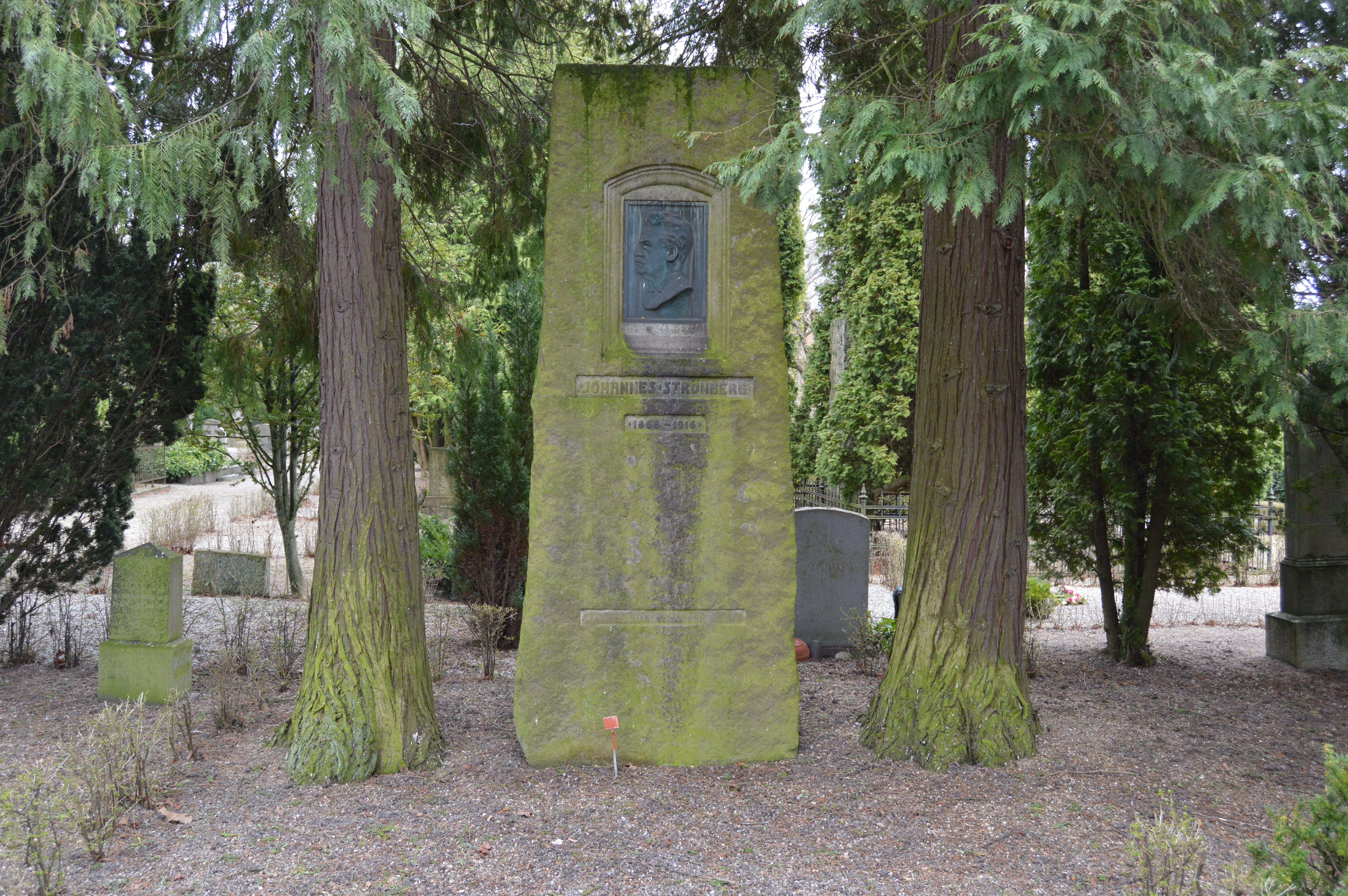
Strömbergs gravvård på Östra kyrkogården i Lund.

Hans far var missionären och kyrkoherde Charles Strömberg. Hans syster, Ester Strömberg (1873–1944), gifte sig 1904 med den österrikiske författaren Stefan Grossmann. Strömberg gifte sig borgerligt 1901 i Dresden med Elisabeth Johanna Stüwe, född i Dresden 1880. De hade två fosterbarn .